# Erechthias minuscula
Erechthias minuscula är en fjärilsart som beskrevs av Walsingham 1897. Erechthias minuscula ingår i släktet Erechthias och familjen äkta malar. Inga underarter finns listade i Catalogue of Life.